# Kathleen Kenyon
Kathleen Kenyon (5. ledna 1906 v Londýně – 24. srpna 1978 ve Wrexhamu) byla britská archeoložka. Studovala v Oxfordu na Somervilleové kolej (Somerville College).
Proslavila se výzkumem lokalit v Jerichu, lokality Velké Zimbabwe a římského města Sabrata v severní Africe. Pracovala také na lokalitě St. Albans přímo v Británii.
V Jerichu vedla rozsáhlé vykopávky v letech 1952–1958 a odkryla zde doklady o vzniku zemědělství i mohutný systém hradeb tohoto předneolitického osídlení. Její nálezy posunuly dataci osídlení telu v Jerichu až do období Natufské kultury (10 000 – 9 000 př. n. l.). Mezi lety 1961–1967 vedla vykopávky v jeruzalémském Městě Davidově.
Byla oceněna mnoha poctami, vč. Řádu britského impéria (DBE) v roce 1973. Zemřela roku 1978. Je po ní pojmenován archeologický ústav The Kenyon Institute ve východojeruzalémské čtvrti Šejch Džarach.